# Anne Seibel
Anne Seibel é uma diretora de arte francesa. Como reconhecimento, foi nomeada ao Oscar 2012 na categoria de Melhor Direção de Arte por Midnight in Paris.